# Nicolas Buissart
Nicolas Buissart (Charleroi, 22 december 1979) is een multidisciplinaire Belgische kunstenaar, gespecialiseerd in beeldende kunst, design en live performance. Hij staat bekend als de bedenker van een vorm van toerisme op het kruispunt van urbex en improvisatietheater, die hij Urban safari noemt, en die hij ontwikkelt binnen zijn project Charleroi Adventure.
Na zijn studies als slager-traiteur aan het ITCA Namur , zette Nicolas Buissart een carrière voort in de hotelsector in Londen, voordat hij als lasser aan de slag ging. Na een arbeidsongeval heroriënteerde hij zich naar studies design en meubelkunst, en begon in 2003 aan een bachelor aan Sint-Luc Doornik in de afdeling Object Styling onder leiding van Peter Vande Kerckhove , gevolgd door een Master of Fine Arts in Antwerpen in 2008 .
Tijdens deze periode bedacht hij het concept van Urban safari, waarmee hij de stereotypen rond de bevolking van Charleroi wilde bevragen en doorbreken. Dit project, dat in België als innovatief wordt beschouwd, trok samen met de provocerende stijl van Buissart al snel internationale media-aandacht .

## Werken en uitvindingen
Tijdens zijn designopleiding ontwikkelde Nicolas Buissart een reeks uitvindingen die humor, provocatie en esthetiek combineren. Enkele van zijn creaties zijn: De Pollutiemachine , de Barakis-hutten , de toogarm, de hardlooptas-tanktop, de Mayonaise-armband , de Roma-Katapult , de Valse Garagepoort, Milouxxx (een opblaasbare hond), de Bierhouder-wanten en de Kooi voor Waalse mensen. Hij creëerde ook straatkunstwerken, zoals een gigantisch Copyright-teken op de "Terril de la Blanchisserie" (een slakkenberg bij Charleroi).
Sommige van zijn creaties zijn uitgebracht als promotiemateriaal, zoals stickers, petten en T-shirts met slogans zoals Ik hou van Charleroi  of Ich bin ein Carolo .
Nicolas Buissart exposeert regelmatig, zowel in groepsverband als individueel. Hij maakt deel uit van het collectief Les Têtes de l'Art en exposeerde onder meer in Rockerill. Hij organiseerde ook persoonlijke tentoonstellingen, zoals L'Office du Tourisme Underground in het Buffet-Gare de La Louvière-Centre, en nam deel aan evenementen zoals het festival Esperanzah!

## Urban Safaris

### Begin
In 2008, tijdens zijn Masters in design aan de Schone Kunsten in Antwerpen, ontwikkelde Nicolas Buissart het concept van Urban safari. Na een ontmoeting met kunstenares en curator Liv Vaisberg, ontstond het idee om Charleroi, bekend als "de lelijkste stad ter wereld" volgens een artikel in 2008 van de Nederlandse krant De Volkskrant , op een andere manier te ontdekken.
Met de hulp van Nicolas Belayew, die een website en promotieartikelen ontwierp, en Pauline Gorelov, die het logo gecreëerde, ging Charleroi Adventure van start. De lancering trok onmiddellijk de aandacht van de Nederlandstalige pers, zoals De Standaard, die een dubbele pagina aan het project wijdde.

### Media-aandacht
De VRT (Vlaanderen Vakantieland) produceerde een eerste televisiereportage over dit onderwerp  . Al snel toonden internationale media geïnteresseerd interesse in deze nieuwe vorm van toerisme.
Aanvankelijk werd het bekritiseerd door de lokale gemeentelijke autoriteiten,en inwoners van Charleroi, die weinig enthousiast waren oven de stroom internationale toeristen die vervallen industriële gebouwen, plekken vol noodlottige herinneringen en verwaarloosde buurten bezochten.

### Ontwikkeling en evolutie

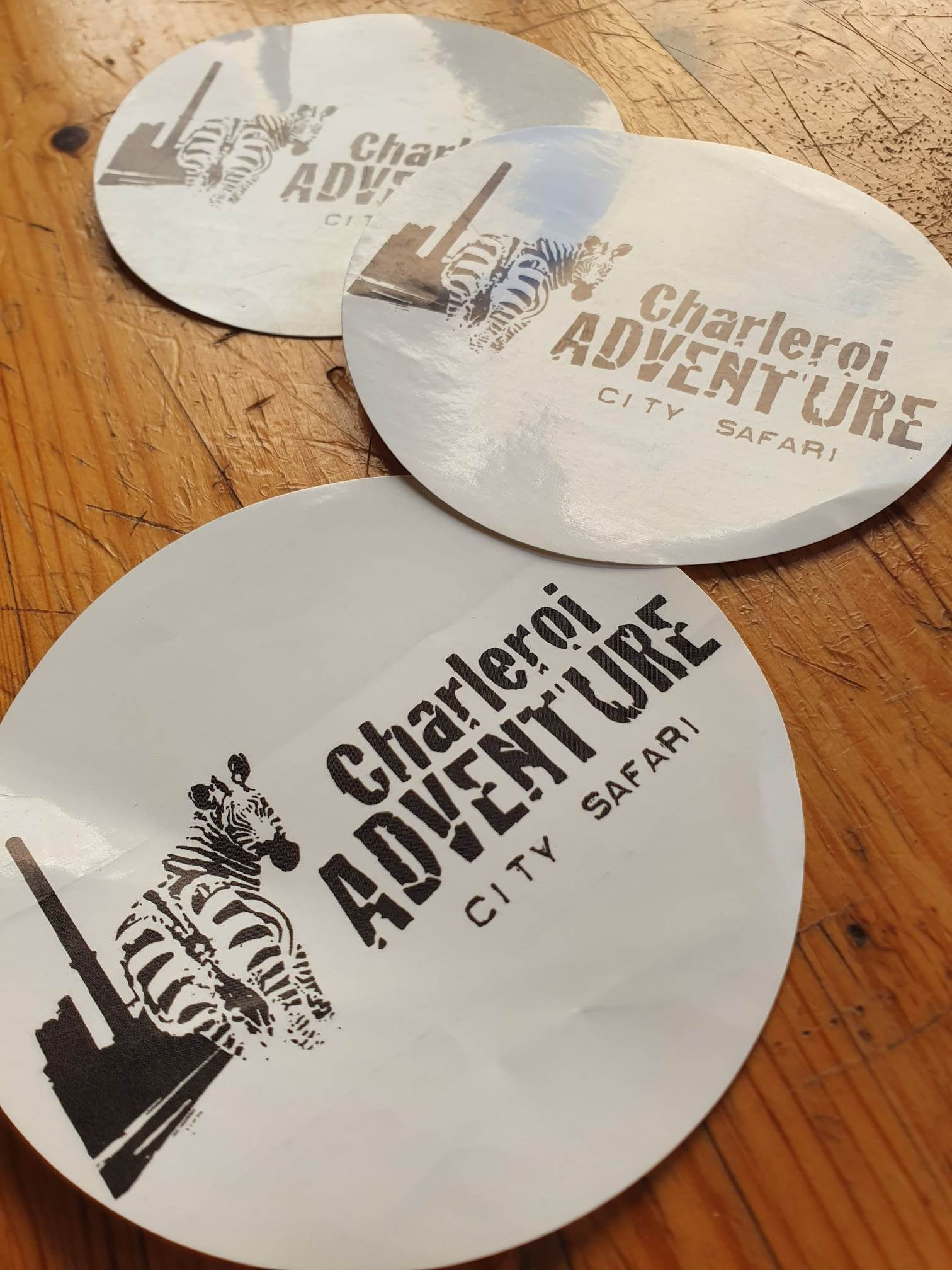
Charleroi Adventure stickers

De Urban Safari omvat iconische stops zoals de meest deprimerende straat van België, de spookmetro, de Enrico-profetie, het beklimmen van een echte steenberg, de voormalige dierentuin van Châtelineau, de koeltoren van Power Plant IM, verlaten industriële sites zoals een elektriciteitscentrale.
De Urban safari van Nicolas Buissart is een onconventioneel rondleiding door de stad. De stops variëren afhankelijk van het traject en worden aangepast aan stedelijke veranderingen, het weer of de interactions met deelnemers.

Als gids geeft Nicolas Buissart geeft een persoonlijke interpretatie van de stad en haar geschiedenis. Hij wisselt moeiteloos tussen Frans, Engels en Nederlands en biedt vaak een humoristische maar historisch en cultureel onderbouwde benadering.
Door de jaren is dit project geëvolueerd tot een mix van stedelijke verkenning, in situ improvisatietheater en een alternatieve reiservaringen .

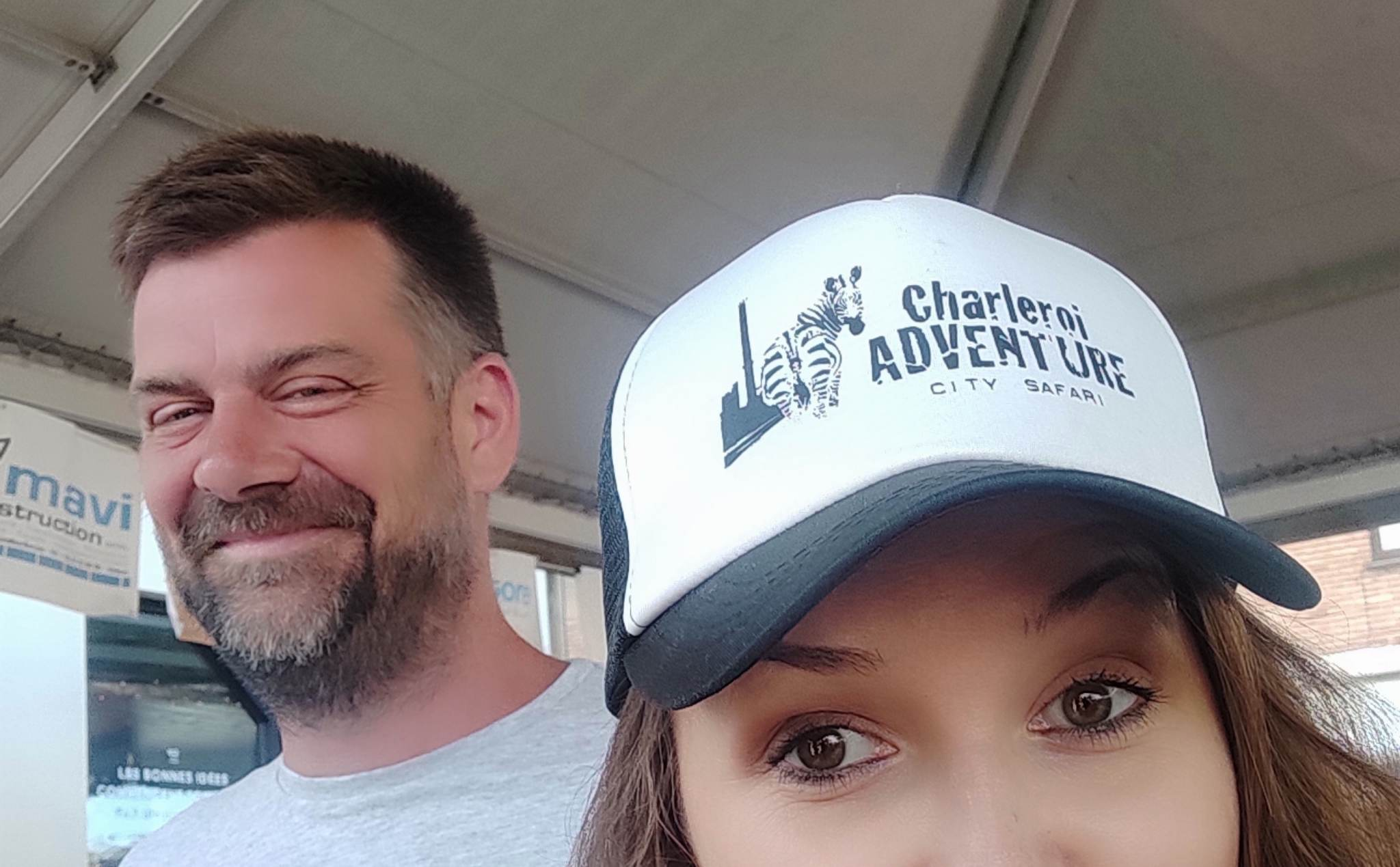
Nicolas Buissart biedt een toerist een pet aan.

### Postindustriële decors
Naast zijn “ Urban safari »-activiteiten, Nicolas Buissart wordt regelmatig als fixer gecontacteerd door fotografen en filmproductiebedrijven om locaties voor decors aan te bieden, aangezien Charleroi een stad is die bekend staat om zijn postindustriële esthetiek. Hij heeft vooral samengewerkt met fotografen als Cédric Gerbehaye, Giovanni Troilo, Antoon Corbijn, enz. ; bijgedragen aan locatiescouting voor de film Koersk geregisseerd door Thomas Vinterberg, aan de film De Premier van Erik Van Looy , Adoration van Fabrice du Welz, voor de muziekvideo's van L'Or du commun, Roméo Elvis, Mr Giscard of zelfs voor televisieseries, meest recentelijk Trentenaires voor RTBF  .

## Derde plaatsen

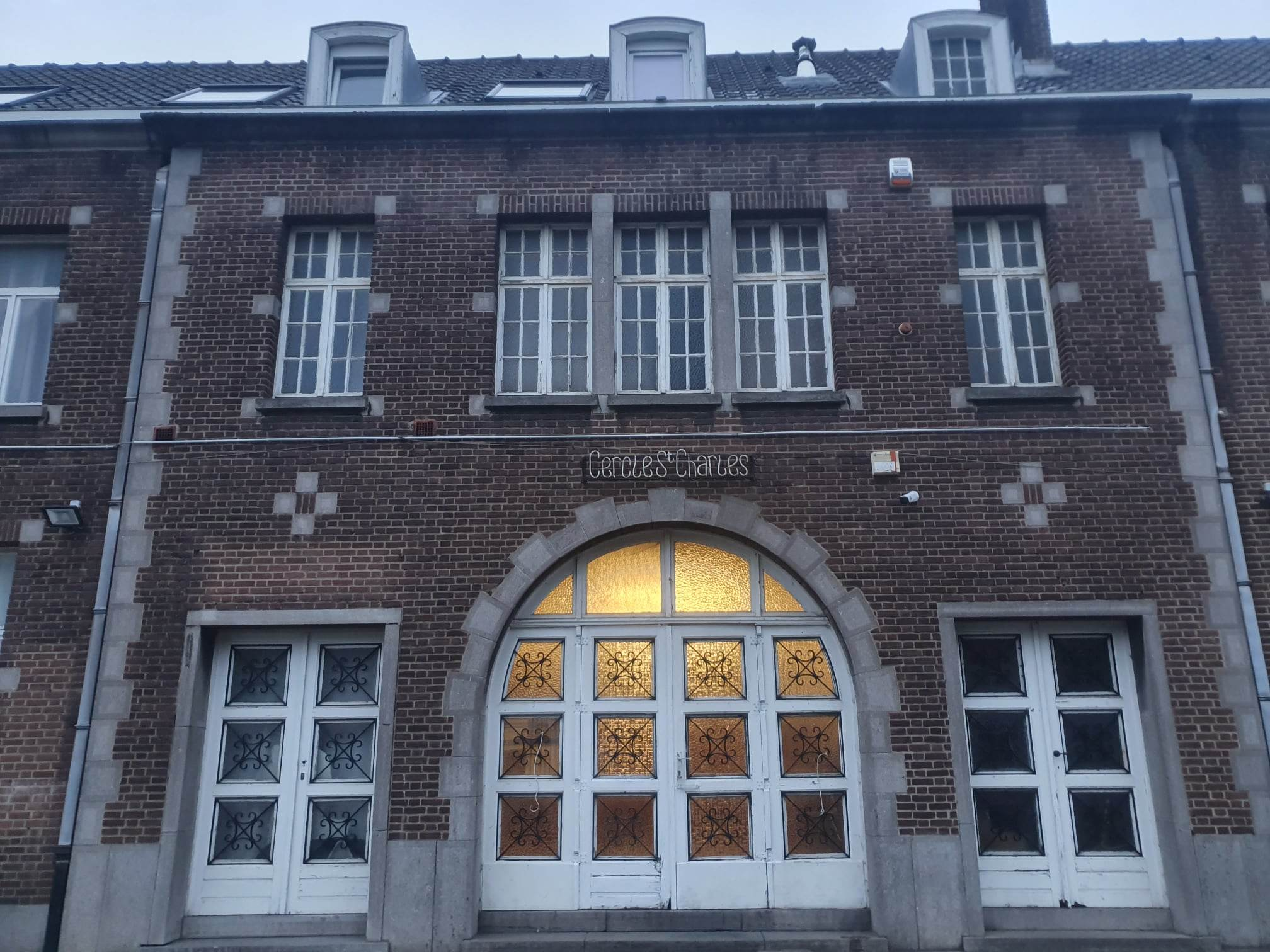
De Cercle-Saint-Charles in Montignies-sur-Sambre

Nicolas Buissart ontwikkelt zijn artistieke activiteiten door het verwerven en ontwikkelen van derde plaatsen.
Zo transformeerde hij een verlaten spiegelfabriek in Marchienne-au-Pont in een experimentele plek genaamd "La Ruine".
In 2019, hij kocht met medewerkens het voormalige parochiecentrum Le Cercle Saint-Charles in Montignies-sur-Sambre, dat nu fungeert als concertzaal, tentoonstellingsruimte en buurtcentrum. 